# Elżbieta Lęcznarowicz
Elżbieta Janina Lęcznarowicz (ur. 20 maja 1947 w Wałbrzychu) – polska pedagog, działaczka społeczna i samorządowa, w latach 2006–2011 zastępca prezydenta Krakowa.

## Życiorys
Ukończyła geografię na Akademii Pedagogicznej w Krakowie, a także studia podyplomowe m.in. z zakresu zarządzania oświatą.
Była przewodniczącą zarządu głównego koncesjonowanej przez władze PRL Ligi Kobiet Polskich. Jako przedstawicielka tej organizacji w 1989 znalazła się na liście krajowej w wyborach do Sejmu PRL, nie uzyskując mandatu poselskiego.
Pracowała zawodowo jako pedagog oraz urzędniczka kuratorium oświaty i wychowania. Pełniła funkcje dyrektora różnych placówek oświatowych, m.in. od 1994 do 2003 kierowała Zespołem Szkół Ekonomicznych nr 1 w Krakowie. W latach 2003–2006 była małopolskim kuratorem oświaty, po czym powołana została na stanowisko zastępcy prezydenta Krakowa Jacka Majchrowskiego ds. edukacji i spraw społecznych. Urzędowanie zakończyła w 2011, przechodząc na emeryturę. Bez powodzenia kandydowała do rady Krakowa z listy komitetu Jacka Majchrowskiego w 2006, 2010 i 2014 oraz do sejmiku małopolskiego z listy Polskiego Stronnictwa Ludowego w 2018. Rok później z ramienia tej partii wystartowała do Sejmu w okręgu krakowskim.

## Odznaczenia
Odznaczona m.in. Krzyżem Kawalerskim Orderu Odrodzenia Polski (2005), Złotym Krzyżem Zasługi (1995) i Medalem Komisji Edukacji Narodowej (2000).